# Харабалинский район
Харабали́нский райо́н — административно-территориальная единица (район) и муниципальное образование (муниципальный район) в Астраханской области России.
Административный центр — город Харабали.

## География
Район расположен в Волго-Ахтубинской пойме в восточной части региона, в полупустынной зоне. В этой части района наблюдается уникальное природное образование Бэровские бугры.
В районе преобладает пустынный почвенный комплекс. Наиболее плодородные почвы лугового ряда располагаются в Волго-Ахтубинской пойме.

## История
С 1254 по 1395 годы на территории района располагалась столица Золотой Орды — город Сарай-Бату.
14 июля 1925 года на основании постановления Президиума ВЦИК в Астраханской губернии был образован Харабалинский район.
В июне 1928 года район вошёл в состав Астраханского округа Нижне-Волжского края. Одновременно с этим в состав района была передана часть территории упразднённого Болхунского района (сельсоветы Удачновский, Пироговский, Золотухинский).
30 июля 1930 года Астраханский округ, как и большинство остальных округов СССР, был упразднён. Его районы отошли в прямое подчинение Нижне-Волжского края. С 10 января 1934 года Харабалинский район в составе Сталинградского края, с 5 декабря 1936 года — в составе Сталинградской области. 16 июля 1937 года в составе Сталинградской области был повторно образован Астраханский округ куда вошёл и Харабалинский район.
27 декабря 1943 года район вошёл в состав вновь образованной Астраханской области. 25 мая 1944 года часть территории Харабалинского района была передана в новый Сасыкольский район. 25 апреля 1957 года в состав района включён упразднённый Никольский район. В 1963 году в состав района вошла территория упразднённого Сасыкольского района.
С 1 января 2006 года в соответствии с Законом Астраханской области № 43/2004-ОЗ от 6 августа 2004 года в составе района образовано 10 муниципальных образований: 1 городское и 9 сельских поселений.

## Население
| 1939    | 1959    | 1970    | 1979    | 1989    | 2002    | 2003    | 2004    | 2005    |
| ------- | ------- | ------- | ------- | ------- | ------- | ------- | ------- | ------- |
| 38 007  | ↘24 804 | ↗44 737 | ↘43 760 | ↘42 273 | ↘40 955 | ↗41 000 | ↘40 600 | ↘40 300 |
| 2006    | 2007    | 2008    | 2009    | 2010    | 2011    | 2012    | 2013    | 2014    |
| ↘40 100 | ↘40 000 | ↗40 800 | ↗40 987 | ↗41 176 | ↗41 183 | ↗41 219 | ↘41 176 | ↘40 965 |
| 2015    | 2016    | 2017    | 2018    | 2019    | 2020    | 2021    |         |         |
| ↘40 876 | ↘40 851 | ↘40 764 | ↘40 513 | ↘40 074 | ↘39 489 | ↗40 154 |         |         |

### Урбанизация
В городских условиях (город Харабали) проживают 46,11 % населения района.

### Национальный состав
По данным Всероссийской переписи населения 2010 года:
| Национальность | Численность (чел.) | Процентное соотношение |
| -------------- | ------------------ | ---------------------- |
| Русские        | 20 820             | 50,56%                 |
| Казахи         | 17 227             | 41,84%                 |
| Ногайцы        | 343                | 0,83%                  |
| Татары         | 298                | 0,72%                  |
| Армяне         | 270                | 0,66%                  |
| Калмыки        | 244                | 0,59%                  |
| Корейцы        | 222                | 0,54%                  |
| Украинцы       | 211                | 0,51%                  |
| Другие         | 1347               | 3,27%                  |
| Не указали     | 194                | 0,47%                  |
| Всего          | 41 176             | 100,00%                |

По итогам переписи населения 2020 года проживали следующие национальности (национальности менее 0,1 % и другое см. в сноске к строке «Другие»):
| Национальность | Численность, чел. | Доля     |
| -------------- | ----------------- | -------- |
| Русские        | 18 577            | 46,26 %  |
| Казахи         | 16 673            | 41,52 %  |
| Узбеки         | 1027              | 2,56 %   |
| Ногайцы        | 346               | 0,86 %   |
| Армяне         | 234               | 0,58 %   |
| Азербайджанцы  | 230               | 0,57 %   |
| Чеченцы        | 205               | 0,51 %   |
| Калмыки        | 186               | 0,46 %   |
| Таджики        | 182               | 0,45 %   |
| Татары         | 175               | 0,44 %   |
| Корейцы        | 157               | 0,39 %   |
| Кумыки         | 119               | 0,30 %   |
| Украинцы       | 85                | 0,21 %   |
| Молдаване      | 77                | 0,19 %   |
| Немцы          | 68                | 0,17 %   |
| Аварцы         | 59                | 0,15 %   |
| Даргинцы       | 56                | 0,14 %   |
| Другие         | 1698              | 4,24 %   |
| Итого          | 40 154            | 100,00 % |

## Административное деление
Харабалинский район как административно-территориальная единица включает в свой состав 1 город районного значения и 9 сельсоветов.
В Харабалинский район как муниципальное образование со статусом муниципального района входят 10 муниципальных образований, в том числе 1 городское и 9 сельских поселений:
| №        | Муниципальное образование | Административный центр | Количество населённых пунктов | Население | Площадь, км² |
| -------- | ------------------------- | ---------------------- | ----------------------------- | --------- | ------------ |
| 1e-06    | Городское поселение:      |                        |                               |           |              |
| 1        | Город Харабали            | город Харабали         | 3                             | ↗18 582   | 1117,35      |
| 1.000002 | Сельские поселения:       |                        |                               |           |              |
| 2        | Воленский сельсовет       | село Вольное           | 2                             | ↘2278     | 516,00       |
| 3        | Заволжский сельсовет      | село Заволжское        | 1                             | ↗1401     | 105,94       |
| 4        | Кочковатский сельсовет    | село Кочковатка        | 3                             | ↗2040     | 604,78       |
| 5        | Михайловский сельсовет    | село Михайловка        | 1                             | ↘1074     | 345,00       |
| 6        | Речновский сельсовет      | село Речное            | 1                             | ↘847      | 23,47        |
| 7        | Сасыкольский сельсовет    | село Сасыколи          | 3                             | ↘5178     | 808,60       |
| 8        | Селитренский сельсовет    | село Селитренное       | 1                             | ↘1516     | 530,58       |
| 9        | Тамбовский сельсовет      | село Тамбовка          | 2                             | ↘3805     | 1951,28      |
| 10       | Хошеутовский сельсовет    | село Хошеутово         | 3                             | ↗3433     | 1432,81      |

## Населённые пункты
В Харабалинском районе 20 населённых пунктов.
| №  | Населённый пункт | Тип     | Население | Муниципальное образование |
| -- | ---------------- | ------- | --------- | ------------------------- |
| 1  | Ахтубинка        | село    | ↗296      | Хошеутовский сельсовет    |
| 2  | Ашулук           | посёлок | →1556     | Тамбовский сельсовет      |
| 3  | Бугор            | посёлок | ↘303      | Сасыкольский сельсовет    |
| 4  | Вольное          | село    | ↘2035     | Воленский сельсовет       |
| 5  | Гремучий         | посёлок | ↘147      | Город Харабали            |
| 6  | Дедушкин         | посёлок | ↘23       | Город Харабали            |
| 7  | Заволжское       | село    | ↗1401     | Заволжский сельсовет      |
| 8  | Зелёные Пруды    | посёлок | ↘3        | Сасыкольский сельсовет    |
| 9  | Кочковатка       | село    | ↘1597     | Кочковатский сельсовет    |
| 10 | Лапас            | село    | ↗688      | Хошеутовский сельсовет    |
| 11 | Михайловка       | село    | ↘1074     | Михайловский сельсовет    |
| 12 | Речное           | село    | ↘847      | Речновский сельсовет      |
| 13 | Сазаний Угол     | хутор   | ↘13       | Кочковатский сельсовет    |
| 14 | Сасыколи         | село    | ↘4933     | Сасыкольский сельсовет    |
| 15 | Селитренное      | село    | ↘1516     | Селитренский сельсовет    |
| 16 | Сероглазово      | посёлок | ↗490      | Воленский сельсовет       |
| 17 | Тамбовка         | село    | →2487     | Тамбовский сельсовет      |
| 18 | Харабали         | город   | ↗18 514   | Город Харабали            |
| 19 | Хошеутово        | село    | ↗2300     | Хошеутовский сельсовет    |
| 20 | Чапчачи          | посёлок | ↗403      | Кочковатский сельсовет    |

Упразднённые населенные пункты
Село Даниловка (1997 г.), населенный пункт Степь Рхайта (1997)

## Экономика
Ведущей отраслью экономики района является сельскохозяйственное производство, имеющее многоотраслевую структуру: овощеводство, картофелеводство, рисоводство, молочное и мясное скотоводство, овцеводство и птицеводство. Сельское хозяйство представлено 12 хозяйствами различной формы собственности, 248 крестьянскими хозяйствами и 3 подсобными хозяйствами.
Также в районе находится 8 промышленных предприятий. Все они относятся к малым предприятиям.

### Транспорт
Основу транспортной сети составляют железные дороги: «Астрахань—Верхний Баскунчак—Саратов» и «Верхний Баскунчак—Волгоград». Протяженность главных железнодорожных путей, проходящих по району составляет 105 километров. На территории района находятся 4 железнодорожные станции: Чапчачи, Харабалинская, Ашулук, Сероглазово.
Через район проходит железнодорожная линия «Красный Кут—Астрахань» Приволжской железной дороги (станции Харабалинская, Ашулук).
Кроме того, через район проходит магистральный нефтепровод «Тенгиз-Новороссийск», принадлежащий Каспийскому трубопроводному консорциуму.

## Достопримечательности
- Археологический комплекс «Селитренное городище» — Сарай-Бату;
- Культурно-исторический центр «Сарай-Бату»;
- Хошеутовский хурул — памятник дружбы калмыцкого и русского народов;
- Урочище Кордон — место произростания опунции (высажены учеными Хошеутовского пункта РА в декоративных целях в 1904—1917 годах), признано памятником природы регионального значения
- Таскудук — археологический памятник эпохи неолита[32]